# Ted Demme
Edward Kern „Ted” Demme (wym. dɛmi, ur. 26 października 1963 w Nowym Jorku, zm. 13 stycznia 2002 w Santa Monica) – amerykański reżyser, producent filmowy i telewizyjny, także aktor. Laureat nagrody Emmy dla najlepszego filmu telewizyjnego za obraz Lekcja przed egzekucją (1999). Był siostrzeńcem reżysera Jonathana Demme (1944–2017).

## Życiorys
Urodził się w Nowym Jorku jako syn Gail (z domu Kern) i Fredericka Rogersa Demme. Dorastał w nowojorskim Rockville Centre na Long Island. Uczęszczał do South Side Senior High School. W 1985 ukończył State University of New York College at Cortland.
Początkowo pracował w stacji radiowej WSUC-FM. Krótka kariera Demme rozpoczęła się w połowie lat 80. XX wieku, kiedy uzyskał pracę jako asystent produkcji w sieci kablowej MTV. W 1988 pierwszym uznanym sukcesem Demme było stworzenie popularnej serii Yo! MTV Raps. Wyreżyserował wiele teledysków, w tym dla Bruce’a Springsteena „Streets of Philadelphia” (1994), Salt-n-Pepa i Henry’ego Rollinsa, a także kilka programów telewizyjnych, takich jak Rock the Vote i Denis Leary: No Cure for Cancer.
W 1992 zadebiutował jako reżyser filmu krótkometrażowego The Bet z Johnem B. Hickeyem. Chociaż wyreżyserował fabułę dreszczowca komediowego Kim jest ten facet? (Who’s the Man?, 1993) z Denisem Leary, Ice-T i Richardem Gantem, jego reżyserski przełom nastąpił dopiero w następnym roku wraz z premierą komedii kryminalnej Spec (The Ref, 1994) z Denisem Leary, Judy Davis i Kevinem Spacey. Film ten nie był sukcesem kasowym, ale otrzymał pozytywne recenzje i szybko stał się kultowym klasykiem. 
W 1996 Demme wyreżyserował Piękne dziewczyny (Beautiful Girls) z Mattem Dillonem, Lauren Holly, Natalie Portman i Umą Thurman, a następnie pracował nad kilkoma projektami telewizyjnymi, w tym w serialach ABC Gun (1997) z Kirsten Dunst i Donalem Logue oraz HBO Subway Stories: Tales from the Underground (1997) z Billem Irwinem. 
W 1998 był producentem dramatu kryminalnego Hazardziści (Rounders, 1998) z Mattem Damonem i Edwardem Nortonem. W tym samym roku był współproducentem i wyreżyserował film kryminalny Monument Ave. (1998). Demme wyprodukował kilka dodatkowych projektów, w tym film HBO Lekcja przed śmiercią (A Lesson before Dying, 1999) z Donem Cheadle, za którą otrzymał nagrodę Emmy oraz nagrodzony dramat Niesione wiatrem (Tumbleweeds, 1999) z Janet McTeer. Ostatnim filmem Demme był Blow (2001) z udziałem Johnny’ego Deppa i Penélope Cruz, który wyreżyserował i wyprodukował.
Zmarł nagle 13 stycznia 2002 w Santa Monica w Kalifornii, w wieku zaledwie 38 lat, na skutek ataku serca, podczas meczu koszykówki w szkole prywatnej. Mieszkał w West Hollywood w Kalifornii. Miał żonę Amandę Scheer-Demme i dwójkę dzieci.
W 2010 powstał dokumentalny film telewizyjny, przygotowywany dla kanału Independent Film Channel In Search of Ted Demme.